# Sudamerlycaste heynderycxii
Sudamerlycaste heynderycxii  (E.Morren) Archila, 2002, è una pianta della famiglia delle Orchidacee originaria del Sud America.

## Descrizione
È un'orchidea di grandi dimensioni, spesso gigantesche con comportamento terricolo (geofita) oppure litofita. S. heynderycxii presenta pseudobulbi lisci, di forma ovale, di colore verde chiaro, che portano 3 foglie plicate, lungamente picciolate, di forma lanceolata ad apici acuti, con evidenti nervature.
La fioritura avviene normalmente in primavera, mediante un'infiorescenza derivante da uno pseudobulbo maturo, lunga da 20 fino a 60 centimetri, recante alcuni fiori. Questi sono grandi mediamente 5 centimetri, di consistenza rigida e cerosa, profumati e presentano sepali molto grandi con i 2 inferiori ripiegati verso il basso, di colore giallo come i petali che sono assai più ridotti in dimensioni, mentre il labello tende all'arancione e presenta margini a frangia

## Distribuzione e habitat
La specie è originaria dell'America Meridionale, in particolare di Venezuela, Colombia, Perù ed Ecuador dove cresce terricola (geofita) e spesso litofita su scarpate rocciose ricoperte di muschio in ambienti di alta montagna, da 1700 a 3000 metri sul livello del mare.

## Sinonimi
Maxillaria heynderycxii E.Morren, 1845

Ida heynderycxii (E.Morren) A.Ryan & Oakeley, 2003

Lycaste barbifrons Lindl., 1845

Maxillaria gigantea Beer, 1854

Sudamerlycaste barbifrons (Lindl.) Archila, 2002

## Coltivazione
Questa pianta richiede in coltivazione esposizione a mezz'ombra, temperature fresche per tutto l'anno, all'epoca della fioritura occorre aumentare la temperatura e somministrare acqua